# المهاذی
ال-مهادهی یک منطقهٔ مسکونی در یمن است که در استان صنعا واقع شده‌است.